# De la cabeza
De la Cabeza è un programma televisivo argentino umoristico, che è andato in onda dal 1992 al 1997 su América TV. Riprende lo stile del programma Cha cha cha.

## Partecipanti
- Alfredo Casero
- Mex Urtizberea
- Fabio Alberti
- Rodolfo Samsó
- Pablo Cedrón
- Mariana Briski
- Daniel Aráoz
- Roberto Petinatto
- Favio Posca
- Diego Capusotto
- Sandra Monteagudo
- Vivian El Jaber
- Fernando Baleirón
- La Cuadrilla